# Šmarje, Šentjernej
Šmarje este o localitate din comuna Šentjernej, Slovenia, cu o populație de 116 locuitori.